# Romel Quiñónez
Romel Quiñónez (Santa Cruz de la Sierra, 25 giugno 1992) è un calciatore boliviano, portiere del Bolívar e della Nazionale boliviana.

## Carriera

### Club
Ha giocato nella prima divisione boliviana.

### Nazionale
Nel 2016 viene convocato per la Copa América Centenario negli Stati Uniti.